# Collingwood Ingram
Pour les articles homonymes, voir Ingram.
Collingwood Ingram, né le 28 octobre 1880 à Londres et mort le 19 mai 1981 à Benenden dans le comté de Kent, est un officier britannique qui est également ornithologue, jardinier et botaniste. 

## Biographie
Collingwood Ingram est le petit-fils d'Herbert Ingram (en), fondateur du Illustrated London News, et le fils de Sir William Ingram qui succéda à son père. Son oncle maternel, Sir Edward Charles Stirling était un anthropologue fameux de son époque. Collingwood Ingram épouse en 1906 Miss Florence Maude Laing dont il a quatre enfants.
Il combat comme officier des Royal Flying Corps pendant la Première Guerre mondiale et commande la Home Guard de Benenden pendant la Seconde Guerre mondiale. Collingwood Ingram fut un collectionneur passionné d'art japonais, en particulier de netsukes qu'il a légués au British Museum.

## Ornithologie
Dans les années 1900, Sir William Ingram emploie Wilfred Stalker pour qu'il rapporte des oiseaux naturalisés d'Australie. C'est son fils Collingwood qui les répertorie et les identifie pour le musée d'histoire naturelle de Londres et publie ainsi son premier ouvrage d'importance en 1907. En 1907, il voyage au Japon et publie ses Ornithological notes from Japan, grâce auquel il est fait membre honoraire de la Société ornithologique du Japon.
Collingwood Ingram étudie les rousserolles de Grande-Bretagne. Son ouvrage sur les oiseaux de France est interrompu par la guerre et ne sera jamais terminé, mais il en publie des extraits dans Birds of the Riviera, paru en 1926. Il combat pendant la guerre en France et les journaux décrivent les actions de son corps. Il en profite pour étudier la faune ornithologique du nord de la France. Il questionne les pilotes (comme Charles Portal) pour savoir à quelle hauteur volent certaines espèces d'oiseaux, ce qui donne lieu à un article en 1919.
Collingwood Ingram  a été membre de la British Ornithologists' Union pendant quatre-vingt-un ans, ce qui constitue un record. Il aimait donner des graines de cerisiers du Japon à ses voisins de Brenenden au retour de ses voyages. L'un d'entre eux est toujours debout aujourd'hui.

## Botanique
Après la Première Guerre mondiale, Ingram s'intéresse de plus en plus à la botanique, jusqu'à en faire son objet d'étude principal. Il crée son fameux jardin de Benenden, The Grange, et y collectionne des plantes du monde entier. Il fait à ce propos deux voyages marquants, l'un au Japon en 1926 et l'autre en Afrique du Sud en 1927. Il est reconnu comme expert des cerisiers du Japon dès  1926 et obtient le privilège au Japon de prononcer une conférence à l'auditoire de la Société du cerisier à propos de l'arbre national japonais. C'est au cours de cette visite qu'on lui montre une peinture d'un cerisier blanc éteint dans son pays d'origine. Il reconnaît alors la même espèce qu'un vieil arbre moribond importé autrefois du Japon se trouvant dans le Sussex. Il en fait des greffes et sauve ainsi le Grand cerisier blanc du Japon (Tai Haku, en japonais). De plus, il introduit en Angleterre d'autres espèces japonaises et cultive ses propres hybrides.
Son livre Ornemental Cherries, publié en 1948, est un ouvrage de référence en la matière.
Ingram étudie également d'autres plantes comme Hosta sieboldii, fait croître des rhododendrons et des cistus hybrides, donne naissance à Rubus × tridel 'Benenden' (Rubus deliciosus × Rubus trilobus) dans son jardin du Kent, ainsi qu'une variété désormais fameuse de Rosmarinus officinalis (rapportée de Corse), intitulée 'Benenden Blue'.

## Quelques publications
- Birds of the Riviera, 1926. Witherby, London.
- Isles of the Seven Seas. 1936. Hutchinson, London.
- Ornamental Cherries. 1948. Country Life, London.
- In search of Birds. 1966. Witherby, London.
- Garden of Memories. 1970. Witherby, London.
- The Migration of the Swallow, 1974. Witherby, London.